# نهائي دوري أبطال إفريقيا 2001
نهائي دوري أبطال أفريقيا 2001 هي المباراة النهائية للنسخة 37 من دوري أبطال أفريقيا بالقديم والجديد أما هي المباراة النهائية للنسخة الخامسة بالنظام الجديد .
وتوج بها النادي الأهلي المصري على حساب صن داونز الجنوب أفريقي .

## الفرق
| الفريق   | مشاركة سابقة (الخط الغليظ يشير إلى بطل تلك النسخة) |
| -------- | -------------------------------------------------- |
| الأهلي   | 3 (1982 ، 1983 ، 1987)                             |
| صن داونز | 0                                                  |

## النهائي
| صن داونز | 1–1   | الأهلي |
| -------- | ----- | ------ |
|          | تقرير |        |

| الأهلي | 3–0   | صن داونز |
| ------ | ----- | -------- |
|        | تقرير |          |